# Malovăț
Malovăț è un comune della Romania di 2882 abitanti, ubicato nel distretto di Mehedinți, nella regione storica dell'Oltenia.
Il comune è formato dall'unione di 7 villaggi: 23 August, Bârda, Bobaița, Colibași, Lazu, Malovăț, Negrești.